# Jean Manuel Mbom
Jean Manuel Mbom (født 24. februar 2000) er en tysk fodboldspiller, der spiller for Viborg FF.

## Karriere

### Klubkarriere
Mbom var fra 2013 til 2023 tilknyttet Werder Bremen - kun afbrudt af et lejeophold hos KFC Uerdingen i 2019/20-sæsonen. Han fik debut for Werder Bremens førstehold i 2020 og nåede efterfølgende 46 førsteholdskampe for Bundesliga-klubben.
Mbom kom til Viborg FF i sommeren 2023, hvor han blev købt i Werder Bremen.

### Landshold
Mbom har spillet på samtlige tyske ungdomslandshold og er blandt andet noteret for fem kampe på U21-landsholdet.

## Privatliv
Mbom er søn af en tysk mor og en camerounsk far, og han har derfor statsborgerskab i begge lande.
Mbom har medvirket i den tyske fodbolddokumentar “Schwarze Adler”.